# Кимчхък
Кимчхък (правопис по системата на Маккюн-Райшауер Kimch'aek) е град в Северна Корея на територията на провинция Северен Хамгьон. Наричал се е Сонджин до 1951, когато е преименуван в памет на починал севернокорейски генерал на име Ким Чек. Градът е едно от важните пристанища на Японско море. В Кимчхък има голям металургичен комбинат.